# かわいいむしのえほん
『かわいいむしのえほん』は高塚博成・仲川道子作の絵本のシリーズ。童心社から発行されている。
虫が主人公の物語絵本で、作中には多くの虫が登場する。
子供向けの可愛いイラストの絵本であるが、実際の虫の生態に基づいたストーリーや生物学的な解説が盛り込まれている。虫の生態をよく知らない大人にとっても勉強になると評判が高い。

## 作品一覧
- ころちゃんはだんごむし（1998年、ISBN 4494003271）
- ありこちゃんのおてつだい（1998年、ISBN 449400328X）
- かたつむりののんちゃん（1999年、ISBN 4494003298）
- てんとうむしのてんてんちゃん（1999年、ISBN 4494003301）
- かぶとむしのぶんちゃん（2000年、ISBN 449400331X）
- ばったのぴょんこちゃん（2000年、ISBN 4494003328）
- くわがたのがたくん（2001年、ISBN 4494003336）
- ちょうちょのしろちゃん（2001年、ISBN 4494003344）
- かまきりのかまくん（2002年、ISBN 4494003352）
- とんぼのあかねちゃん（2002年、ISBN 4494003360）